# Tetragnatha nana
Tetragnatha nana là một loài nhện trong họ Tetragnathidae.
Loài này thuộc chi Tetragnatha. Tetragnatha nana được miêu tả năm 1987 bởi Okuma.